# Magnus Kaastrup
Magnus Kaastrup Refstrup Lauritsen, noto semplicemente come Magnus Kaastrup (Virring, 28 dicembre 2000), è un calciatore danese, attaccante del Vendsyssel.

## Caratteristiche tecniche
È un'ala sinistra.

## Carriera
Cresciuto nel settore giovanile dell'Aarhus, debutta in prima squadra il 14 luglio 2017 in occasione dell'incontro di Superligaen perso 2-1 contro l'Horsens. Nel maggio 2019 viene prestato al Borussia Dortmund che lo aggrega alla sua seconda squadra per tutta la durata della stagione; rientrato in Danimarca, viene prestato al Viborg in 1. Division fino al termine del 2020.
Il 1º febbraio 2021 passa a titolo definitivo al Lyngby con un contratto di due anni e mezzo. Nella rimanente parte della Superligaen 2020-2021 segna 2 gol in 8 partite di Superligaen (2 gol in 17 partite considerando anche la fase play-out che condannano la squadra alla retrocessione). L'anno seguente lo disputa nella seconda serie nazionale, contribuendo alla conquista della promozione in Superligaen con 6 reti in 21 partite di campionato e altre 5 reti in 10 partite del gruppo play-off. inizia al Lyngby anche la stagione 2022-2023, nella quale colleziona 19 presenze in campionato senza però mai andare a segno.
Il 28 marzo 2023, ultimo giorno di apertura della finestra di calciomercato in Svezia, approda al Sirius attraverso un prestito valido fino all'estate che prevedeva anche la possibilità di essere riscattato dal club svedese, opzione però che poi non viene sfruttata.
Il 30 agosto 2023 si trasferisce così nella seconda serie olandese con il prestito al VVV-Venlo.

## Statistiche
Statistiche aggiornate al 22 aprile 2021.

### Presenze e reti nei club
| Stagione        | Squadra              | Campionato      | Campionato | Campionato | Coppe nazionali | Coppe nazionali | Coppe nazionali | Coppe continentali | Coppe continentali | Coppe continentali | Altre coppe | Altre coppe | Altre coppe | Totale | Totale | Totale |
| Stagione        | Squadra              | Comp            | Pres       | Reti       | Comp            | Pres            | Reti            | Comp               | Pres               | Reti               | Comp        | Pres        | Reti        | Pres   | Reti   |        |
| --------------- | -------------------- | --------------- | ---------- | ---------- | --------------- | --------------- | --------------- | ------------------ | ------------------ | ------------------ | ----------- | ----------- | ----------- | ------ | ------ | ------ |
| 2017-2018       | Aarhus               | SL              | 10         | 0          | CD              | 0               | 0               |                    | -                  | -                  |             | -           | -           | 10     | 0      |        |
| 2018-2019       | Aarhus               | SL              | 4          | 0          | CD              | 1               | 0               |                    | -                  | -                  |             | -           | -           | 5      | 0      |        |
| 2019-2020       | Borussia Dortmund II | RL              | 17         | 3          |                 | -               | -               |                    | -                  | -                  |             | -           | -           | 17     | 3      |        |
| 2020-gen. 2021  | Viborg               | 1D              | 10         | 1          | CD              | 0               | 0               |                    | -                  | -                  |             | -           | -           | 10     | 1      |        |
| gen.-giu. 2021  | Lyngby               | SL              | 11         | 2          | CD              | 0               | 0               |                    | -                  | -                  |             | -           | -           | 11     | 2      |        |
| Totale carriera | Totale carriera      | Totale carriera | 52         | 6          |                 | 1               | 0               |                    | -                  | -                  |             | -           | -           | 53     | 6      |        |